# District de Kapuvár
Le district de Kapuvár (en hongrois : Kapuvári járás) est un des 7 districts du comitat de Győr-Moson-Sopron en Hongrie. Créé en 2013, il compte 23 705 habitants et rassemble 19 localités : 17 communes et 2 villes dont Kapuvár, son chef-lieu.
Cette entité existait auparavant, d'abord au sein du comitat de Sopron puis dans celui de Győr-Moson-Sopron à partir de 1950. Le district a été supprimé en 1969.

## Localités
- Babót
- Beled
- Cirák
- Dénesfa
- Edve
- Gyóró
- Himod
- Hövej
- Kapuvár
- Kisfalud
- Mihályi
- Osli
- Rábakecöl
- Répceszemere
- Szárföld
- Vadosfa
- Veszkény
- Vitnyéd
- Vásárosfalu